# Poniec
Poniec é um município da Polônia, na voivodia da Grande Polônia e no condado de Gostyń. Estende-se por uma área de 3,48 km², com 2 841 habitantes, segundo os censos de 2016, com uma densidade de 816,4 hab/km².